# 马来西亚—秘鲁关系
马来西亚－秘鲁关系（英語：Malaysia–Peru relations）是指马来西亚与秘鲁的双边关系。马来西亚首相马哈迪·莫哈末在1995年10月访问秘鲁后，马来西亚于1996年在利马开设大使馆，成为1993年以来，第一个在秘鲁设立大使馆东南亚国家。秘鲁于1992年在吉隆坡开设了大使馆。1995年，两国签署相互促进和保护投资协定。